# Гончарне (село)
Гонча́рне (до 1945 року Варнау́тка, крим. Varnautka) — село в Україні, у Бахчисарайському районі Автономної Республіки Крим. Населення становить 644 осіб.
Повз село проходить побудований на початку 1970-х автошлях Н 19 Севастополь-Ялта.
В Гончарному є фонтан з чистою водою, а поруч з селом — ставок.
Навпроти села розташоване німецьке кладовище, де поховані солдати Вермахту, які загинули в Криму в роки Другої світової війни.

## Історія
Гончарне — одне із найдавніших в цьому районі. Під час археологічних розкопок у 60-ті роки минулого століття тут були виявлені сліди поселення VIII—IX століть та християнський храм, що занепав на рубежі IX—X століть, але відродився у XIV столітті. Готи, алани, уруми, кримські татари, греки протягом століть населяли Варнутку.
Село Гончарне розташоване в Варнутській долині між Севастополем і Форосом.
Відоме з 1783 року як селище Варнітка в складі Кримського ханства. Входило до Бахчисарайського каймаканства Мангупського кадилика. З 1865 року згадується в документах як татарське село Варнутка в складі Ялтинського повіту.
Кримський краєзнавець Василь Христофорович Кондаракі записав у середині ХІХ століття легенду, відповідно до якої якийсь грек із Варни знайшов скарб у фундаменті старої церкви та на честь цієї знахідки спорудив фонтан у місці, де вже було джерело. Назвав він фонтан Варнали. І нібито назва села пішла звідси — Варнітка, Варнаутка, Варнутка.
Після депортації останніх 1945 року село перейменували на Гончарне — до війни там було гончарне виробництво.
В радянські часи, коли Севастополь був закритим містом, на трасі поблизу села знаходився КПП.
У 2023 році у проєкті Постанови Верховної Ради України «Про перейменування деяких населених пунктів Автономної Республіки Крим» село запропоновано перейменувати на Варнаутка.